# Stazione di Corigliano Calabro
Stazione di Corigliano Calabro vasútállomás Olaszországban, Corigliano Calabro településen.

## Vasútvonalak
Az állomást az alábbi vasútvonalak érintik:
- Jonica-vasútvonal

## Kapcsolódó állomások
A vasútállomáshoz az alábbi állomások vannak a legközelebb:
- Stazione di Rossano
- Stazione di Sibari